# Clinocervantite
La clinocervantite è un minerale, dimorfo con la cervantite.

## Etimologia
Il nome si riferisce alla simmetria monoclina e alle strette affinità con la cervantite.